# Мікель Фольско
Мікель По Фольско або Міккель Бое Фолсгаард (дан. Mikkel Boe Følsgaard; 1 травня 1984, Ронне, Данія) − данський актор. У 2012 році він отримав Срібного ведмедя за найкращого актора на 62-му Берлінському міжнародному кінофестивалі за його роль короля Крістіана VII у фільмі «Королівський роман».

## Біографія
Мікель По Фольско народився 1 травня 1984 в місті Ронне на острові Борнгольм, Данія. Навчався в Данській школі сценічних мистецтв (дан. Den Danske Scenekunstskole) у 2008-2012 роках.
На телебаченні вперше з'явився в міні-серіалі «Пивовар» (дан. Bryggeren) (1996).
У великому кіно Мікель По Фольско дебютував роллю короля Крістіана VII у костюмованій драмі за мотивами реальної історії «Королівський роман» (2012), за цю роль актор отримав премію Срібного ведмедя на 62-му Міжнародному кінофестивалі в Берліні. Цей же фільм відзначили за найкращий сценарій. Знімався Мікель По Фольско у художньому фільмі, ще навчаючись у Данській школі сценічних мистецтв.
Закінчивши театральну школу, він кілька сезонів зіграв роль молодшого брата Еміля у серіалі «Спадкоємці» (дан. Arvingerne), як і в кількох фільмах, в тому числі «Кращий чоловік» (дан. Den bedste mand) 2017 року.
Мікель По Фольско одружений із соціологинею Freja Friis. Вони мають двох дітей Theodor (2013) і Sigrid (2016).

## Вибрана фільмографія
| Рік       |   | Українська назва              | Оригінальна назва             | Роль                 |
| --------- | - | ----------------------------- | ----------------------------- | -------------------- |
| 1996      | с | Пивовар                       | Bryggeren                     | Carl                 |
| 2010—2013 | с | Уряд                          | Borgen                        | Асгер Хольм Кіркегор |
| 2012      | ф | Королівський роман            | En kongelig affære            | король Крістіана VII |
| 2013      | ф | Містеріум. Початок            | Kvinden i buret               | Уффе Лінгард         |
| 2013—2016 | с | Дикте Свендсен                | Dicte                         | Cato Vinding         |
| 2014—2017 | с | Спадкоємці                    | Arvingerne                    | Emil Grønnegaard     |
| 2015      | ф | Росіта                        | Rosita                        | Johannes             |
| 2015      | ф | Літо '92                      | Sommeren '92                  | Kim Vilfort          |
| 2015      | ф | Під піском                    | Under sandet                  | Ebbe Jensen          |
| 2016      | ф | Непохитний                    | De Standhaftige               | Thomas Ingerslev     |
| 2017      | ф | Найкращий чоловік             | Den bedste mand               | Jørgen Hansen        |
| 2018—2020 | с | Дощ                           | The Rain                      | Martin               |
| 2023      | ф | Еренгард: Мистецтво зваблення | Ehrengard: Forførelsens kunst | пан Казотт           |